# سو لی میینت
سو لی میینت (انگلیسی: Swe Li Myint؛ زادهٔ ۲۴ ژوئن ۱۹۹۳) ورزشکار دو و میدانی اهل میانمار است که در بازی‌های آسیای جنوب شرقی در مجموع برندهٔ ۲ مدال نقره، ۲ مدال برنز شده‌است. وی در بازی‌های المپیک تابستانی ۲۰۱۶ در رشته ۸۰۰ متر زنان نماینده کاروان ورزشی میانمار بود.